# Kreuz Hegau
Kreuz Hegau is een knooppunt in de Duitse deelstaat Baden-Württemberg.
Op dit mixvormknooppunt, in het westen van de stad Singen, sluiten de A81 Stuttgart-Gottmadingen met de A98 vanuit Stockach en de B33 vanuit Konstanz op elkaar aan.

## Geografie
Het knooppunt ligt in de regio Hegau in de stad Singen in het Landkreis Konstanz.

## Geschiedenis
Volgens de originele plannen zou de het knooppunt worden tussen de A98 Voralpenautobahn en de A 81 Stuttgart-Singen-Konstanz. De plannen voor de A98 werden echter opgegeven. Daarom werd in 1977 op aanvraag van de CDU door het parlement van Baden-Württemberg het gedeelte van de A98 richting Gottmadingen ongenummerd naar A 81. Het gedeelte van de A81 richting Konstanz dat in aanbouw was werd eerst genummerd als A881 en later genummerd als B 33 neu, waarvan nog steeds gedeelten in aanbouw zijn. Het als A 98 gepland gedeelte richting Stockach werd aangelegd en is als A98 in gebruik.
In het begin van de jaren 90 van de 20e eeuw werd het Autobahnkreuz Singen, zoals men het vanaf de opening noemde omgedoopt in Autobahnkreuz Hegau.
Vanwege de ongewone constructie van het knooppunt met als hoofdrichting noord-zuidwest, met daarop aansluitend drie onvolledige knooppuntvormen is het een echt hybride knooppunt.

## Verkeersintensiteiten
Dagelijks passeren ongeveer 80.000 voertuigen het knooppunt.
| Van             | Naar               | Gemiddeld aantal voertuigen per dag | Percentage vrachtverkeer |
| --------------- | ------------------ | ----------------------------------- | ------------------------ |
| AS Engen (A 81) | AK Hegau           | 36.400                              | 9,8 %                    |
| AK Hegau        | AS Singen (A 81)   | 27.200                              | 7,0 %                    |
| AK Hegau (A 98) | Autobahnend (B 31) | 22.200                              | 11,3 %                   |

## Richtingen knooppunt
| Aansluitende wegen                                       | Aansluitende wegen | Aansluitende wegen | Aansluitende wegen | Aansluitende wegen                         |
| -------------------------------------------------------- | ------------------ | ------------------ | ------------------ | ------------------------------------------ |
| richting Donaueschingen Villingen-Schwenningen Stuttgart |                    |                    |                    | richting Stockach / Friedrichshafen Lindau |
|                                                          |                    |                    |                    |                                            |
|                                                          |                    |                    |                    |                                            |
|                                                          |                    |                    |                    |                                            |
| richting Singen / Schaffhausen                           |                    |                    |                    | richting Radolfzell / Konstanz             |